# ليونيد كوربريانوفيتش
ليونيد كوربريانوفيتش (بالروسية: Леонид Иванович Куприянович) (14 يوليو 1929- 1 يناير 1996) كان مهندسًا سوفيتيًا من موسكو يُنسب إليه الفضل في التطوير المبدئي للهاتف المحمول.